# 王駿 (電競選手)
DS是台湾《星海争霸II》电子竞技选手，曾效力于TeSL的两支著名战队，分别为华义Spider与曜越太阳神。他在《星海争霸II》职业赛场上表现突出，尤其在2012年TeSL联赛中帮助华义Spider赢得上半季冠军，击败曜越太阳神战队。

## 职业生涯
DS曾是华义Spider的核心成员，并以他出色的操作和决策能力闻名于《星海争霸II》圈内。在2012年TeSL联赛中，华义Spider凭借DS的优异发挥取得了五连胜，并最终获得了上半季联赛冠军。
之后，DS也曾效力于曜越太阳神战队。尽管在2013年的比赛中未能获得总冠军，他仍是台湾电竞历史上最知名的选手之一。

## 成就
- 2012年TeSL星海争霸II上半季冠军 - 华义Spider